# 루이니콜라 보클랭
루이니콜라 보클랭(프랑스어: Louis-Nicolas Vauquelin, 1763년 5월 16일 ~ 1829년 11월 14일)은 프랑스의 약사이자 화학자이다. 1797년에는 크로뮴을, 1798년에는 베릴륨을 발견하는 데 기여하였다.

## 생애
보클랭은 1763년 5월 16일 프랑스 노르망디의 생앙드레데베르토(Saint-André-d'Hébertot)에서 농부의 아들로 태어났다. 1777년에서 1779년 사이에 루앙의 한 약제상에서 일하면서 처음으로 화학을 접하게 되었다. 이후 우여곡절 끝에 앙투안 프랑수아 푸르크루아를 만나 친해지게 되었고, 1783년에서 1791년 사이에는 그의 실험실 조수가 되기도 하였다. 1829년에 고향을 방문하던 중 사망하였다.

## 업적
1797년에는 시베리아산 홍연석에서 크로뮴을 발견하였으며, 이듬해에는 녹주석에서 단맛이 나는 베릴륨 염을 최초로 발견하였다. 또, 대기압에서 액체 암모니아를 얻는 데 성공하기도 하였다. 1806년에는 조수인 피에르 로비케(Pierre Jean Robiquet)와 함께 아스파라거스를 연구하여 최초로 발견된 아미노산인 아스파라긴을 발견하였다. 보클랭은 이 밖에도 사과에서 펙틴과 말산(사과산)을 발견하기도 하였다.

## 같이 보기
- 크로뮴
- 베릴륨
- 앙투안 프랑수아 푸르크루아